# Barro Duro
Barro Duro is een gemeente in de Braziliaanse deelstaat Piauí. De gemeente telt 6.853 inwoners (schatting 2009).